# トートの書

トート

『トートの書』（トートのしょ 英語: Book of Thoth）は、エジプト神話で書と知識を司る神 (en)、トートによって書かれたとされている、多くの古代エジプトの文書に与えられた名前である。それらは、古代の著述家達によって存在が主張された多くの原文として知られる物、あるいは翻訳された物、そしてまた、架空のエジプト語の作品に登場する不思議な本を含んでいる。

## 知られた、あるいは存在が主張された原文
エジプト人は、神殿 (en) 複合体の内部に設けられた資料室の中に、さまざまな話題に関する多くの文書を保存した。トートが知識の神であったことから、これらの文書の多くは彼の著作物であると主張された。エジプトの歴史家マネトは、トートが36,525冊の本を書いたと主張した。
教父・アレキサンドリアのクレメンスは、その著書『ストロマテイス』の6冊目の本の中で、彼が言うところの「エジプト人の哲学のすべて」を含む、聖職者らによって使われる42冊の本に言及している。これらのすべての本は、クレメンスによれば、ヘルメス（トートのギリシアでの名前）によって書かれたという。それらの本が取り上げる話題は、聖歌、儀式書、神殿様式、占星術、地理学、医学など多岐にわたる。こうした知識の多くが法に関係するものであったことから、この42冊の本は、第18王朝の時代には法廷において参照された。
エジプト学者の Richard Lewis Jasnow と Karl-Theodor Zauzich は、プトレマイオス時代の『トートの書』から、長いエジプト語の文書を複製した。40以上の断片的なコピーから知られている、この民衆文字の文書は、「知識が好きである人」と呼ばれている人と、Jasnow と Zauzich がトートとして同定する像との間での対話で成っている。彼らの対話の話題は、書記官の仕事、神々と彼らの神聖動物の多様な解釈、そして死者の国であるドゥアトを含んでいる。

## 架空の本
架空の『トートの書』は、プトレマイオス時代に創作された古代エジプトの物語の一つとして登場する。トートによって書かれたその本には二つの呪文を収録されていることが語られる。その一つは天地、海と山、さらに地獄にまで魔法を用いることができ、もう一つは死して地下に収められても生きていた頃の地上での姿を保ち続けることが可能になるものだという。
物語によれば、本は元々はコプトス (en) の近くのナイル川の底に隠されており、そこでは、蛇によって守られる一連の箱の中に保管されていた。エジプト人の王子ネフェルカプタハ (Neferkaptah) は蛇と戦い、本を取り出した。しかし、彼の盗みに対するトートからの処罰によって、神々が彼の妻と息子を殺害した。ネフェルカプタハは自殺し、本と一緒に埋葬された。幾世代後になって、物語の主人公サトニ・ハームス（サトニ・ハーキムとも。Setne Khamwas）は、ネフェルカプタハの霊が抵抗するにもかかわらず、本をネフェルカプタハの墓から盗んだ。その後、サトニは美しい女性に会ったが、彼女はサトニに対し、彼の子供たちを殺害しファラオの前で自尊心を傷つけることをそそのかした。この出来事がネフェルカプタハによって考案された幻覚であったことにサトニは気付いた。そして、さらなる報復を恐れて、サトニはネフェルカプタハの墓に本を戻した。それからサトニは、ネフェルカプタハから、彼の妻と息子の身体を取り戻し、二人を彼の墓に置くよう言われた。ネフェルカプタハの霊が書記官の家の下でその場所を示した時に、サトニはそのようにした。続いて、墓は閉鎖された。
物語は、エジプト人の信じるところでは神々の知識がそれを所有する人間に対して善意を見せないことを反映している。